# Герман Јерусалимски
Патријарх Герман (грч. Γερμανός Ιεροσολύμων) је био епископ Јерусалимске патријаршије и патријарх јерусалимски (1537-1579).
Његово порекло је са Пелопонеза. Био је члан свештенства Јерусалимске патријаршије, храма Светог Саве Освећеног. Био је веома популаран у народу као свештеник и учитељ.
На месту јерусалимског патријарха наследио је Доротеја II 1537. Током своје патријаршије суочио се са напетошћу услед спољашњих догађаја. Године 1559. обезбедио је дозволу Високе порте за обиласке монаха ради прикупљања помоћи, а много пута је и сам ишао у мисије у просперитетну земљу иза Јордана у ту сврху. Његово најзначајније дело је била успешна обнова храмова и манастира.
Оставку је поднео због старости 1579. године.